# Прикарпатье-2
«Прикарпатье-2» (укр. Прикарпаття-2) — бывший украинский футбольный клуб из города Ивано-Франковск. Являлся фарм-клубом «Прикарпатья». Домашними аренами клуба являлись стадионы «Наука», «Рух» (оба — Ивано-Франковск) и «Меховик» (Тысменица).

## История
В сезоне 1998/99 команда заняла третье место в чемпионате Ивано-Франковской области, уступив «Пробыю» и «Бескиду».
В 1999/00 «Прикарпатье-2» было заявлено для участия во Второй лиге Украины. Главным тренером являлся Николай Пристай. Первая игра состоялась на выезде и завершилась поражением от «Цементника-Хорды» (0:4). По итогам сезона «Прикарпатье-2» заняло 12 место из 16 участвующих команд.
В 2000 году команда стала третьей на Кубке Подгорья. В апреле 2001 года Пристая, возглавившего основную команду, на тренерском мостике сменил Сергей Пташник. По итогам сезона 2000/01 «Прикарпатье-2» заняло последнее 16 место в турнире и покинуло его.

## Главные тренеры
- Николай Пристай (1999—2001)
- Сергей Пташник (2001)

## Статистика
| Сезон   | Дивизион            | Место в чемпионате | И  | В | Н | П  | ГЗ | ГП | О  | Кубок Второй лиги Украины | Примечание |
| ------- | ------------------- | ------------------ | -- | - | - | -- | -- | -- | -- | ------------------------- | ---------- |
| 1999/00 | Вторая лига Украины | 12 из 16           | 30 | 9 | 4 | 17 | 22 | 45 | 31 | 1/32 финала               |            |
| 2000/01 | Вторая лига Украины | 16 из 16           | 30 | 5 | 8 | 17 | 16 | 42 | 23 | 1/16 финала               | Понижение  |